# Стрёмстедт, Никлас
Бу Андерс Никлас Стрёмстедт (швед. Bo Anders Niklas Strömstedt, род. 25 июля 1958 года в Лунде, Сконе, Швеция) — шведский певец, автор песен, актёр и телеведущий. НА шведском телевидении Стрёмстедт ведёт передачу «Tack för musiken!» с 2011 года.

## Биография
Стрёмстед родился 25 июля 1958 года в Лунде, Швеция, в семье Маргареты Стрёмстед (урожд. Хенрикссон) и Бу Эугена Стрёмстеда (Bo Eugén Strömstedt). Он вырос с стокгольмском пригороде Hagsätra вместе со своей младшей сестрой по имени Лоттен.
Стрёмстед посещал музыкальную школу им. Адольфа Фредерика.

## Карьера
Стрёмстед играл на клавишных в группе Ульфа Лунделля при записи его альбом и во время гастрольных туров с конца 1970-х до конца 1980-х.
В 1981 году вместе с Gyllene Tider принимал участие в записи их альбома Moderna Tider, а в следующем году — альбома Puls. В 1983 году он записал с группой и альбом The Heartland Café.
В 1983 году вышел дебютный сольный альбом Пера Гессле. Стрёмстед стал соавтором песни «På väg», открывающей альбом.
В 1989 году Стрёмстед выпустил свой третий студийный альбом En gång i livet. В конце года он гастролировал с солисткой группы Roxette Мари Фредрикссон, а также известным шведским продюсером и музыкантом Лассе Линдбомом в составе группы The Husbands, которая исполняла кавер-версии известных хитов
Самый известный хит сольного творчества музыканта — песня «Om», которая возглавила шведские чарты и Svensktoppen в 1990 году. Он также добился успеха с альбомом Halvvägs till framtiden (1992) благодаря хитам «Oslagbara» и «Bilderna av dej». В 1994 году он основал музыкальную группу GES вместе с Orup и Андерсом Гленмарком.
Стрёмстед также играл вместе с ударником группы Roxette Пелле Альсингом.
В 2008 году Стрёмстед совместно с Гленмарком написал песню «Där du andas», которую исполнила Мари Фредрикссон. Эта песня вошла в саундтрек к шведскому фильму «Арн: Королевство в конце пути».

### Melodifestivalen
Стрёмстед написал музыку и текст к песне «I morgon är en annan dag», с которой Кристер Бьоркман выиграл конкурс «Melodifestivalen 1992». В конкурсе «Melodifestivalen 2008», который проходил в Карлскруне, он участвовал сам в качестве исполнителя и занял на нём последнее место.

## Личная жизнь
В 1985 году Стрёмстед женился на Еве Аттлинг, бывшей модели и дизайнере ювелирных украшений. В браке родились двое детей — Адам (1987) и Симон (1991).
У него также есть ребёнок от Agneta Sjödin. Стрёмстед женился на Йенни Стрёмстедт в городе Труса 16 июля 2011 года.

## Дискография

### Сольная дискография
- Skjut inte… det är bara jag! (1981)
- Andra äventyr (1983)
- En gång i livet (1989)
- Om! (1990)
- Halvvägs till framtiden (1992)
- Långt liv i lycka (1997)
- Du blir du jag blir jag (2001)
- Två vägar (2008)

### В составе группы Triad
- Triad (1988)